# Okręg Saint-Quentin
Okręg Saint-Quentin (fr. Arrondissement de Saint-Quentin) – okręg w północno-wschodniej Francji. Populacja wynosi 132 tysiące.

## Podział administracyjny
W skład okręgu wchodzą następujące kantony:
- Bohain-en-Vermandois,
- Catelet,
- Moÿ-de-l'Aisne,
- Ribemont,
- Saint-Quentin-Centre,
- Saint-Quentin-Nord,
- Saint-Quentin-Sud,
- Saint-Simon,
- Vermand.